# 美得過火
《美得過火》（英語：Drop Dead Gorgeous）是美国1999年的一部讽刺性仿纪录片，由迈克尔·帕特里克·詹恩执导，洛娜·威廉姆斯编剧。柯丝蒂·阿利、埃伦·巴尔金、克斯汀·鄧斯特和丹妮丝·理查兹主演。布蘭妮·墨菲和艾莉森·珍妮也参与了本片的演出，艾美·亞當斯在本片中首次亮相。影片讲述了一个小镇选美的比赛，以及参赛者为了赢得桂冠而采取的激烈甚至致命的手段的故事。
尽管该片票房不佳，评论也褒贬不一。但随着时间的推移，它已经积累了一批追随者，并被视为一部邪典电影。